# King of the Ring
King of the Ring là một giải đấu thuộc WWE. Gồm có 12 cặp đấu, mỗi cặp phải có một người đánh thắng và chia ra còn 8 cặp là những người thắng sẽ đánh với nhau.Và cứ như vậy cho đến khi chỉ còn 1 cặp gồm 2 người, nếu ai thắng sẽ được làm vua của sàn đấu.Người thắng sẽ được đội một chiếc vương miện và một chiếc áo choàng như một ông vua. Bad News Barrett là người đoạt được giải vua của sàn đấu gần nhất là ở King of the Ring (2015) khi chiến thắng Neville và được gọi là King Barrett.